# گیل هانسن
گیل هانسن (انگلیسی: Gale Hansen؛ زادهٔ ۱۹۶۹) یک هنرپیشه اهل ایالات متحده آمریکا است.
از فیلم‌ها یا برنامه‌های تلویزیونی که وی در آن نقش داشته است می‌توان به انجمن شاعران مرده و بهترین ساعات اشاره کرد.